# الحجارة (ليبيا)
الحجارة هي مدينة واحة صحراوية في منطقة فزان جنوب غرب ليبيا. جغرافياً تقع في منطقة سبها، وتبعد حوالي 3.8 كم جنوب شرق عاصمة المقاطعة، سبها.